# Vertaal (Apple)
Vertaal is een applicatie voor iOS, iPadOS en macOS die is ontwikkeld door Apple. Vertaal werd aangekondigd tijdens de Worldwide Developers Conference en verscheen voor het eerst op 16 september 2020 voor iOS 14, een jaar later op 20 september 2021 voor iPadOS 15, en ten slotte op 25 oktober 2021 voor macOS Monterey.
De applicatie is een vertaal-app waarmee woorden, zinnen, stukken tekst en spraak vertaald kan worden. Het biedt ondersteuning voor de talen: Engels, Mandarijn, Frans, Duits, Spaans, Italiaans, Japans, Koreaans, Arabisch, Portugees en Russisch. Op 6 juni 2022 werden zes nieuwe talen bekendgemaakt: Turks, Indonesisch, Pools, Thais, Vietnamees en Nederlands.
Alle vertalingen worden verwerkt door een zogeheten neurale engine, waardoor de vertalingen offline kunnen plaatsvinden. Dit betekent dat het apparaat niet per se met internet verbonden hoeft te zijn om teksten te kunnen vertalen.